# Millicent Simmonds
Millicent Simmonds (Bountiful, 1 maart 2003) is een Amerikaanse actrice.
Simmonds speelde in de dramafilm Wonderstruck uit 2017 en de horrorfilm A Quiet Place uit 2018. Voor beide films werd ze genomineerd voor verschillende prijzen voor beste jeugdprestaties. Ze heeft vier broers en zussen, twee ouder en twee jonger dan zij. Voordat Simmonds 12 maanden oud werd, verloor ze haar gehoor door een overdosis medicatie. Op 3-jarige leeftijd ging ze naar de Jean Massieu School of the Deaf, waar ze deelnam aan de toneelclub. Vervolgens ging ze naar de Mueller Park Junior High School.

## Filmografie

### Film
| Jaar | Titel                 | Rol          | Opmerkingen                                                      |
| ---- | --------------------- | ------------ | ---------------------------------------------------------------- |
| 2015 | Color the World       | Dochter      | Korte film                                                       |
| 2017 | Wonderstruck          | Rose         | Nominatie: Critics' Choice Award voor beste jonge acteur/actrice |
| 2018 | A Quiet Place         | Regan Abbott | Nominatie: Critics' Choice Award voor beste jonge acteur/actrice |
| 2020 | A Quiet Place Part II | Regan Abbott |                                                                  |

### Televisie
| Jaar      | Titel      | Rol      | Opmerkingen    |
| --------- | ---------- | -------- | -------------- |
| 2018-2019 | Andi Mack  | Libby    | 2 afleveringen |
| 2019      | This Close | Emmaline | 1 aflevering   |
| 2020      | Close Up   | Jen      | 1 aflevering   |